# پولینگتون
پولینگتون (به انگلیسی: Pollington) یک روستا و محله مدنی در بریتانیا است که در East Riding of Yorkshire واقع شده‌است. پولینگتون ۹۶۶ نفر جمعیت دارد.